# Internazionali d'Italia 1999
Gli Internazionali d'Italia 1999 sono stati un torneo di tennis giocato sulla terra rossa. È stata la 56ª edizione degli Internazionali d'Italia, che fa parte della categoria ATP Super 9 nell'ambito dell'ATP Tour 1999, e della Tier I nell'ambito del WTA Tour 1999. Sia che il torneo maschile che quello femminile si sono giocati al Foro Italico di Roma in Italia.

## Campioni

### Singolare maschile
Gustavo Kuerten ha battuto in finale  Patrick Rafter con il punteggio di 6–4, 7–5, 7–6(6)

### Singolare femminile
Venus Williams ha battuto in finale  Mary Pierce con il punteggio di 6–4, 6–2

### Doppio maschile
Ellis Ferreira /  Rick Leach hanno battuto in finale  David Adams /  John-Laffnie de Jager con il punteggio di 6–7, 6–1, 6–2

### Doppio femminile
Martina Hingis /  Anna Kurnikova hanno battuto in finale  Alexandra Fusai /  Nathalie Tauziat con il punteggio di 6–2, 6–2